# Rossia pacifica
Rossia pacifica е вид главоного от семейство Sepiolidae.

## Разпространение и местообитание
Видът е разпространен в Канада (Британска Колумбия), Русия, САЩ (Алеутски острови, Аляска, Вашингтон, Калифорния и Орегон), Северна Корея, Южна Корея и Япония (Кюшу, Рюкю, Хокайдо, Хоншу и Шикоку).
Обитава крайбрежията и пясъчните дъна на океани, морета и рифове. Среща се на дълбочина от 4 до 369 m, при температура на водата от 0,9 до 9,2 °C и соленост 32,5 – 34,2 ‰.